# George Burkinshaw
George Burkinshaw (1 tháng 10 năm 1922 – 1982) là một cầu thủ bóng đá người Anh thi đấu ở vị trí trung vệ.

## Sự nghiệp
Sinh ra ở Barnsley, Burkinshaw thi đấu cho Woolley Colliery, Barnsley, Carlisle United, Bradford City và Goole Town.